# Decisionismo
Il termine decisionismo, nella sua accezione originaria, indica la dottrina che fa capo al filosofo del diritto Carl Schmitt (1888 - 1985) secondo cui all'origine del diritto stesso c'è una decisione incondizionata.
Il concetto in sé deriva dalla filosofia di Thomas Hobbes, visto da Schmitt come il più alto ("classico") rappresentante del decisionismo. La natura peculiare di questo pensiero giuridico scientifico si fonda sul principio auctoritas, non veritas facit legem.

## Il decisionismo di Carl Schmitt
Il filosofo Carl Schmitt, per teorizzare il decisionismo nella sua opera Il custode della costituzione (“Der Hüter der Verfassung”), prende le mosse dall'articolo 48 della Costituzione della Repubblica di Weimar, che prevedeva l'attribuzione di poteri eccezionali al Presidente.
Lo stesso articolo è ripreso anche nel primo e nel terzo capitolo di Teologia Politica (1922).
Questa forma di dittatura costituzionale destinata a emergere durante lo stato d'eccezione - cioè durante una guerra, una rivoluzione o crisi simili - secondo Schmitt evidenzia la vera essenza del diritto, alla base del quale ci sarebbe una decisione d'imperio posta da chi, a un certo punto, si trova effettivamente in condizione di imporla. È questa decisione originaria, incondizionata e arbitraria perché fondata sostanzialmente sulla forza, a raccordare la società col diritto. Passato lo stato d'eccezione, l'energia fondatrice si istituzionalizza formalmente, il sovrano si eclissa e dal caos si passa di nuovo all'ordine, fino alla successiva crisi.